# Series Of Dreams Tour Vol.2 1979-1986
『Series Of Dreams Tour Vol.1 1979-1986』（シリーズ・オブ・ドリームス・ツアー-）は、2003年に発売された甲斐よしひろの映像作品。ファンクラブ・通信販売・ライブ会場限定で発売された。

## 概要
甲斐よしひろの自身の活動を3期に区切ってセットリストを組んだ、シリーズライブ『Series of Dreams Tour』の第二弾。本作は、1979年のシングル『安奈』発表時から、1986年の甲斐バンド解散までの楽曲でセットリストが組まれており、東京公演（2003.6.22 SHIBUYA-AX）が収録されている。
2006年には、デジタルリマスタリングで一般発売された、DVD-BOX『MY NAME IS KAI-KAI DVD-BOXII』のディスク4として、初DVD化された。

## 収録曲
1. 三つ数えろ
2. ブライトン・ロック
3. フェアリー（完全犯罪）
4. 暁の終列車
5. シーズン
6. ビューティフル・エネルギー
7. BLUE LETTER
8. 街灯
9. メガロポリス・ノクターン
10. 地下室のメロディー
11. 港からやってきた女
12. 漂泊者（アウトロー）
13. 冷血（コールド・ブラッド）
14. 破れたハートを売り物に
15. 安奈（レゲエ・バージョン）
16. 観覧車'82
17. レイニー・ドライブ
18. ラヴ・マイナス・ゼロ